# Délio
Délio (em grego:  Δήλιον, transl. Dêlion; em latim: Delium) foi uma cidade da Grécia Antiga célebre pelo seu importante templo dedicado a Apolo, semelhante ao que existia em Delos - que deu origem ao seu nome. Fundada por colonos de Tânagra, situada a aproximadamente 2 quilômetros de Oropo e a 8 quilômetros de Tânagra.
Duas batalhas importantes ocorreram em Délio:
- Na primeira, conhecida como Batalha de Délio, os atenienses foram derrotados pelos beócios em 424 a.C.; esta batlha fez parte da Guerra do Peloponeso.
- Na segunda, os romanos foram derrotados por Antíoco III, o Grande, em 192 a.C.